# Aforia watsoni
Aforia watsoni is een slakkensoort uit de familie van de Cochlespiridae. De wetenschappelijke naam van de soort is voor het eerst geldig gepubliceerd in 2016 door Kantor, Harasewych en Puillandre.